# 가압 도전성 고무
가압 도전성 고무(Pressure Conductive Rubber)는 고무 재질 이면서 일정 압력을 가하면 압전 효과로 인해 전기적 신호를 발생시키는 재료이다.